# Visão beatífica

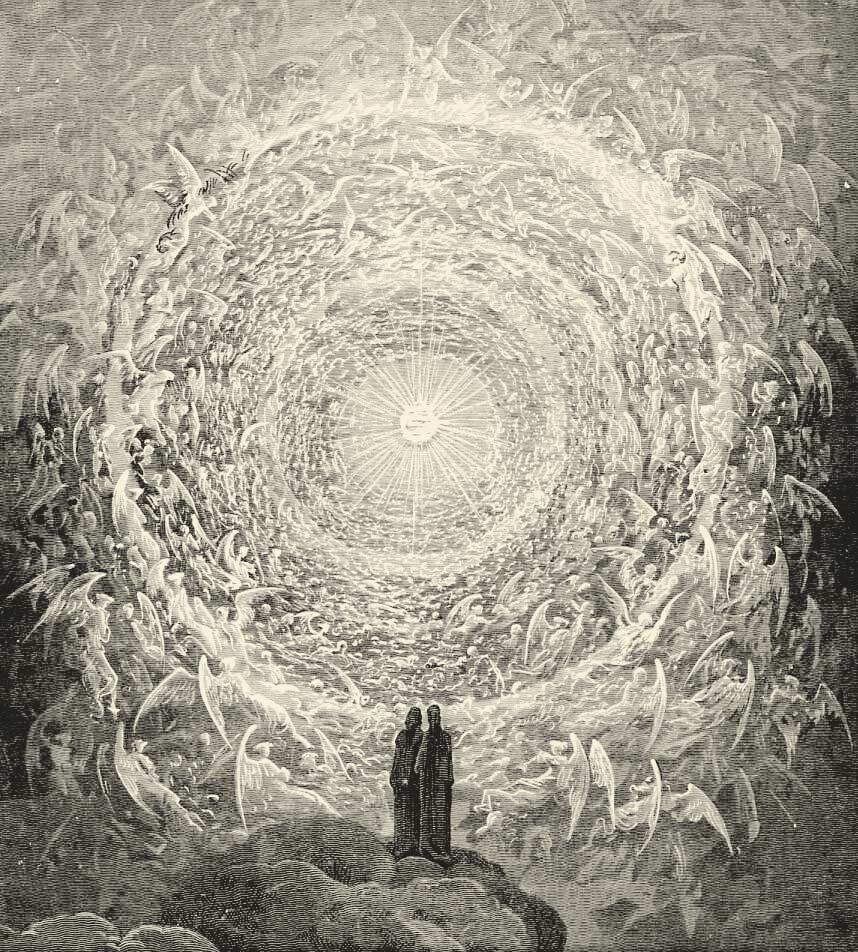
Imagem de Gustave Dore da visão beatífica, da Divina Comédia de Dante Alighieri

Na teologia cristã, a visão beatífica (em latim: visio beatifica) é a experiência suprema e direta da contemplação de Deus em Sua essência, concedida às almas salvas no Céu. Trata-se da autocomunicação plena de Deus à criatura racional, que, purificada de toda mancha do pecado, é tornada capaz de vê-Lo face a face, como ensina Paulo em 1 Coríntios 13,11-12.
Este estado de bem-aventurança constitui o fim último da existência humana, conforme ensina a tradição teológica católica: a união plena e perfeita com Deus, que é a fonte infinita de verdade, bondade e beleza. A visão beatífica é, portanto, a participação mais íntima possível na vida divina, não mais pela fé ou esperança, mas pela presença imediata e gloriosa de Deus, que satisfaz por completo os anseios da inteligência e do coração humano.
Na tradição católica e ortodoxa oriental, a visão beatífica relaciona-se intimamente com o conceito de theosis (divinização), pelo qual o ser humano é transformado e elevado à participação na vida divina. Ambos os ramos da cristandade reconhecem que a comunhão plena com Deus ultrapassa qualquer felicidade natural e só pode ser alcançada pela graça de Cristo. Está relacionado com a crença  e ortodoxa oriental em theosis, Na teologia wesleyana e em alguns segmentos protestantes, a experiência de perfeição cristã pode ser vista como uma antecipação da visão beatífica na medida em que o crente é totalmente conformado à vontade de Deus — ainda que, em muitos desses casos, a concepção da visão de Deus tenda a ser mais simbólica ou espiritualizada.

## Etimologia
"Beatífico" vem do particípio latino beatifica, fazer feliz. "Visão" vem do nominativo latino visio, ver. A beatifica visio é ver algo que nos faz feliz.

## Origem judaica
De acordo com Rashi, a face de Deus é o cuidado de Deus por Israel ("E esconderei minha face naquele dia, por causa de todo o mal que eles cometeram, quando se voltaram para outras divindades.")  e a essência de Deus ( "Então retirarei minha mão e você verá minhas costas, mas meu rosto não será visto." ) 

## História
No cristianismo, a Bíblia afirma que Deus "habita em luz inacessível, a quem ninguém jamais viu ou pode ver" (1 Timóteo 6,16), mas quando Deus se revelar a nós no céu, nós o veremos face a face (1 Coríntios 13,12). Este conceito foi denominado "a visão beatífica de Deus" por teólogos da Igreja Católica e mais tarde por várias denominações protestantes, incluindo a Igreja Luterana e a Igreja Metodista.
Cipriano escreveu sobre os salvos vendo Deus no Reino dos Céus.
Quão grande será a tua glória e felicidade, poder ver Deus, ser honrado em compartilhar a alegria da salvação e da luz eterna com Cristo, teu Senhor e Deus... os justos e amigos de Deus!
Edward A. Pace na Enciclopédia Católica (1907) definiu a visão beatífica:
O conhecimento imediato de Deus que os espíritos angélicos e as almas dos justos desfrutam no céu. Chama-se "visão" para distingui-la do conhecimento mediato de Deus que a mente humana pode alcançar na vida presente. E visto que ao contemplar Deus face a face a inteligência criada encontra a felicidade perfeita, a visão é denominada "beatífica".
O co-fundador metodista Charles Wesley, em seu hino de 1747 "Maker, in Whom We Live", descreveu a união com Deus através do Espírito Santo como "visão beatífica":
Espírito de Santidade, que todos os teus santos adorem / a tua energia sagrada e abençoem o teu poder renovador do coração. / Nenhuma língua de anjo pode dizer a altura extática do teu amor, / a gloriosa alegria indizível, a visão beatífica..

## Na Igreja Católica

### Ensino oficial

#### Natureza da visão de Deus
A visão beatífica é quando Deus, embora transcendente, se abre ao homem e lhe dá a capacidade de contemplar Deus em toda a sua glória celestial. A contemplação é a oração de concentração silenciosa em Deus e atenção à Sua palavra; em outras palavras, a contemplação é a oração de união com Deus.

#### A graça santificante e a visão de Deus
A visão beatífica, então, é a união final com Deus; na verdade, vem da participação na natureza santa de Deus por meio da graça santificadora.

#### Efeito da visão de Deus
Porque Deus é a bem-aventurança e a própria santidade, a visão beatífica implica a bem-aventurança e a santidade definitivas.

#### Destinatários da visão de Deus
A visão beatífica é uma graça e um privilégio destinado a todo homem e anjo, pois Deus criou homens e anjos para gozar da visão beatífica; a visão beatífica é o propósito último da vida de cada pessoa e anjo.

#### Jesus e a visão de Deus
Porque Jesus é Deus e homem, Sua natureza humana experimentou a visão beatífica desde a concepção até Sua ascensão ao céu. Apesar disso, Jesus sofreu como homem.

### Tomás de Aquino
Tomás de Aquino definiu a visão beatífica como o "fim último" do ser humano em que se alcança uma felicidade perfeita. Tomás raciocina que alguém é perfeitamente feliz apenas quando todos os seus desejos são perfeitamente satisfeitos, na medida em que a felicidade não pode aumentar e não pode ser perdida. "O homem não é perfeitamente feliz, enquanto algo resta para ele desejar e buscar."  Mas esse tipo de felicidade perfeita não pode ser encontrado em nenhum prazer físico, em nenhuma quantidade de poder mundano, em nenhum grau de fama ou honra temporal, ou mesmo em qualquer realidade finita. Só pode ser encontrado em algo que é infinito e perfeito – e este é Deus. E como Deus não é uma coisa material, mas é puro espírito, estamos unidos a Deus por conhecê-lo e amá-lo. Consequentemente, a união com Deus é a felicidade humana mais perfeita e o objetivo final da vida humana. Mas não podemos alcançar essa felicidade por nossos próprios poderes naturais; é um dom que nos deve ser dado por Deus, que nos fortalece com a "luz da glória" para que possamos vê-lo como ele é, sem intermediários. (Tomás cita o Salmo 36:9 neste ponto: "Na tua luz veremos a luz." )  Além disso, uma vez que toda imagem ou semelhança de Deus criada (incluindo até mesmo as "ideias" ou "imagens" mais perfeitas de Deus que podemos gerar em nossas mentes) é necessariamente finita, seria infinitamente menor que o próprio Deus. O único bem perfeito e infinito, portanto, é o próprio Deus, e é por isso que Tomás de Aquino argumenta que nossa felicidade perfeita e fim último só podem ser a união direta com o próprio Deus e não com qualquer imagem criada Dele. Essa união se dá por uma espécie de "ver" perfeitamente a própria essência divina, um dom dado aos nossos intelectos quando Deus os une diretamente a Si mesmo, sem qualquer intermediário. E visto que ao ver esta visão perfeita do que (e quem) Deus é, nós apreendemos também Sua bondade perfeita, este ato de "ver" é ao mesmo tempo um ato perfeito de amar a Deus como a mais alta e infinita bondade.
Segundo Tomás de Aquino, a visão beatífica supera tanto a fé quanto a razão. O conhecimento racional não satisfaz plenamente o desejo inato da humanidade de conhecer Deus, uma vez que a razão se preocupa principalmente com objetos sensíveis e, portanto, só pode inferir suas conclusões sobre Deus indiretamente.
A virtude teologal da fé também é incompleta, pois Tomás de Aquino afirma que ela sempre implica alguma imperfeição no entendimento. O crente não deseja permanecer apenas no nível da fé, mas captar diretamente o objeto da fé, que é o próprio Deus.
Assim, somente a plenitude da visão beatífica satisfaz esse desejo fundamental da alma humana de conhecer a Deus. Citando Paulo, Tomás de Aquino observa: "Agora vemos em espelho obscuramente, mas então veremos face a face" (1 Cor. 13:12). A visão beatífica é a recompensa final para os santos eleitos por Deus para participar e "desfrutar da mesma felicidade com a qual Deus é feliz, vendo-o da maneira como Ele se vê" na próxima vida.

### Catecismo romano
De acordo com o Catecismo Romano, os santos no céu veem a Deus, pelo que participam da natureza de Deus, com a qual são verdadeira e sempre felizes. O catecismo explica que a felicidade dos santos inclui não apenas alegria, mas também glória (conhecimento da dignidade uns dos outros), honra (reverência uns pelos outros como filhos adotivos de Deus) e paz (realização de todos os desejos do coração). Além disso, acrescenta o catecismo, a visão beatífica tornará, no Dia do Juízo Final, os corpos ressuscitados dos santos impassíveis (livres de inconveniências, sofrimento e morte), brilhantes como os anjos, ágeis (livres das limitações do espaço-tempo), e sutis (tão sujeito à alma quanto a alma está sujeita a Deus).

### Papa João XXII e a controvérsia da visão beatífica
O Papa João XXII (1316–1334) causou uma controvérsia envolvendo a visão beatífica, dizendo - não como Papa, mas como um teólogo particular - os salvos não alcançam a visão beatífica até o Dia do Juízo Final, uma visão mais consistente com o sono da alma. O entendimento geral na época era que os salvos alcançaram o Céu depois de serem purificados e antes do Dia do Julgamento. Ele nunca proclamou sua crença como doutrina, mas como opinião (ver ex cathedra, conforme definido no Concílio Vaticano I em 1870).
O Sagrado Colégio dos Cardeais realizou um consistório sobre o problema em janeiro de 1334, e o Papa João recuou de suas novas visões para o entendimento mais padrão.
Seu sucessor, o Papa Bento XII, declarou doutrina que os salvos verão o Céu (e, portanto, Deus) antes do Dia do Julgamento.

### Catecismo da Igreja Católica
Segundo o Catecismo da Igreja Católica e o Compêndio do Catecismo da Igreja Católica, a visão beatífica é Deus abrindo-se de maneira inesgotável aos santos, para que o vejam face a face, e, assim, participar de sua natureza, e, portanto, desfrutar da felicidade eterna, definitiva, suprema, perfeita e sempre nova. O catecismo ensina que essa felicidade inclui não apenas a comunhão e a vida perfeita com a Trindade e os santos, mas também a satisfação de todos os desejos do coração  - incluindo, no Dia do Juízo, a glorificação do corpo, mesmo dotado de impassibilidade, brilho, agilidade e sutileza  - e cooperação contínua com a vontade de Deus  - incluindo orar por todas as outras pessoas, até mesmo oferecer seus méritos a Deus pelo bem dos outros. O catecismo elabora que a visão beatífica é uma graça e um privilégio destinado a todos, e que a visão beatífica é alcançada imediatamente após a morte - ou após o purgatório  - mas já é antecipada no batismo  e na eucaristia. O catecismo também ensina que a visão beatífica é expressa de diferentes maneiras no Novo Testamento: o reino de Deus, a visão de Deus, a vida eterna, a adoção divina, a participação na natureza divina, a alegria do Senhor e o descanso em Deus.

### Catholic Encyclopedia
A Enciclopédia Católica define a visão beatífica como o conhecimento imediato de Deus desfrutado por todas as criaturas celestiais. Explica que a visão de Deus é chamada de "beatífica" porque ao ver Deus a mente encontra a felicidade perfeita, e chamada de "visão" porque a visão de Deus no céu não é o mesmo que o conhecimento mediato de Deus.